# Дидишко Олександр Іванович
Олекса́ндр Іва́нович Диди́шко (нар. 1 липня 1911 — пом. 5 лютого 1944) — радянський військовик часів Другої світової війни, гвардії полковник. Герой Радянського Союзу (1940).

## Життєпис

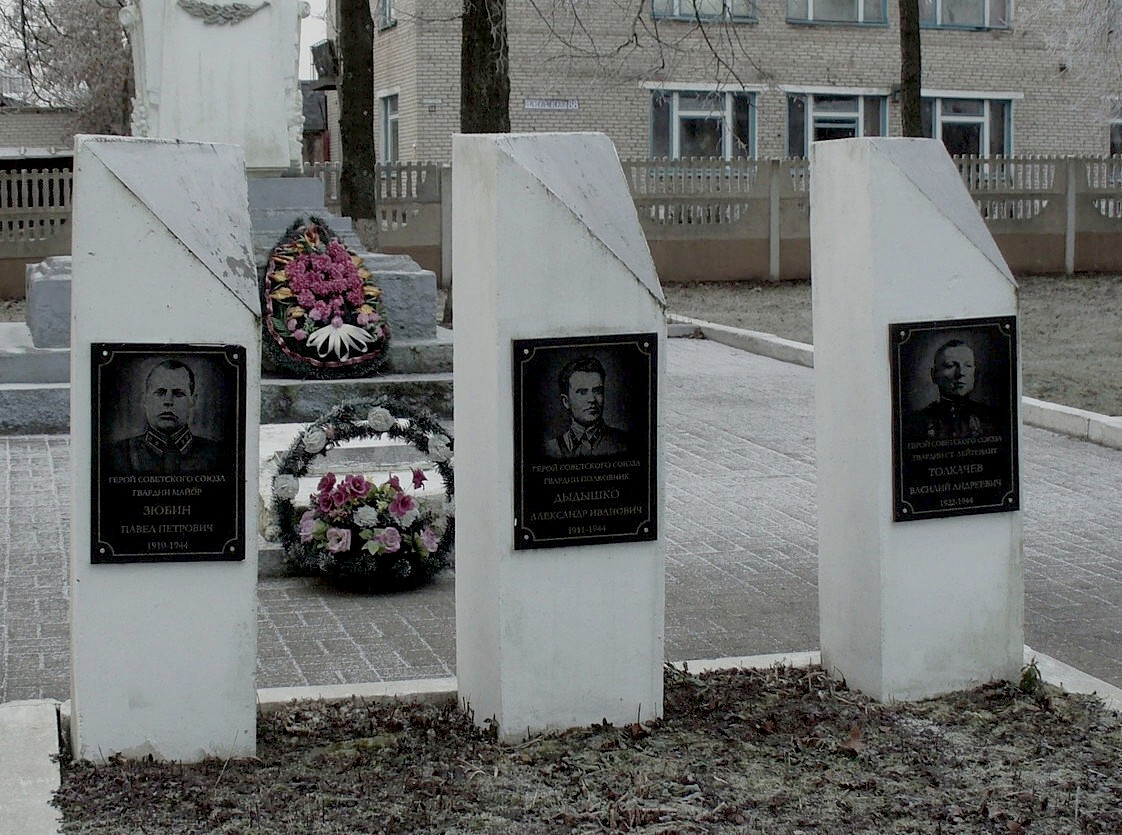
Меморіальний комплекс у м. Городок

Народився 1 липня 1911 року в селі Попельнастому, волосному центрі Верхньодніпровського повіту Катеринославської губернії (нині — Олександрійський район Кіровоградської області), в родині робітника. Українець. У 1920 році втратив батька. У 1926 році переїхав до міста Верхньодніпровська (Дніпропетровська область), де закінчив семирічку. У 1929 році закінчив школу ФЗН у Дніпродзержинську, отримав спеціальність коваля.
До лав РСЧА призваний 1929 року Дніпродзержинським РВК. У 1933 році закінчив Одеське військове артилерійське училище.
Особливо командир артилерійського дивізіону 301-го гаубичного артилерійського полку РГК 7-ї армії Північно-Західного фронту капітан О. І. Дидишко відзначився під час радянсько-фінської війни 1939–1940 років. За час бойових дивізіон показав себе здатним виконувати будь-яке тактичне чи вогневе завдання. За цей час бійцями дивізіону було знищено 5 артилерійських та 4 мінометні батареї, зруйновано 2 залізобетонних і 7 земляних споруд супротивника. Член ВКП(б) з 1940 року.
Учасник німецько-радянської війни з червня 1941 року. Воював на Ленінградському, Калінінському і 1-му Прибалтійському фронтах. Брав участь в обороні Ленінграда. Обіймав посади начальника артилерійського постачання 43-го артилерійського Червонопрапорного полку, командиром 936-го артилерійського полку 362-ї стрілецької дивізії. Більше року командував 43-м армійським гарматним артилерійським Демидівським Червонопрапорним полком РГК.
Командир 27-ї гвардійської гарматної артилерійської бригади (п/п 24702) 8-ї гарматної артилерійської дивізії РГК гвардії полковник О. І. Дидишко загинув 5 лютого 1944 року від ураження осколком під час бою за місто Городок Вітебської області (Білорусь). Похований в братській могилі на площі Леніна в місті Городок.

## Нагороди
Указом Президії Верховної Ради СРСР від 11 квітня 1940 року за зразкове виконання бойових завдань командування на фронті боротьби з фінською білогвардійщиною та виявлені при цьому відвагу і героїзм, капітану Дидишку Олександру Івановичу присвоєне звання Героя Радянського Союзу з врученням ордена Леніна і медалі «Золота Зірка» (№ 479).
Також був нагороджений орденами Олександра Невського (16.09.1943), Вітчизняної війни 1-го ступеня (14.03.1944), Червоної Зірки (21.03.1940) і медаллю «За оборону Ленінграда» (11.01.1944).